# Coptodactyla brooksi
Coptodactyla brooksi är en skalbaggsart som beskrevs av Matthews 1976. Coptodactyla brooksi ingår i släktet Coptodactyla och familjen bladhorningar. Inga underarter finns listade i Catalogue of Life.